# Dhāmnod
Dhāmnod är en ort i Indien.   Den ligger i distriktet Dhār och delstaten Madhya Pradesh, i den centrala delen av landet, 700 km söder om huvudstaden New Delhi. Dhāmnod ligger 177 meter över havet och antalet invånare är 29 681.
Terrängen runt Dhāmnod är platt, och sluttar söderut. Runt Dhāmnod är det ganska tätbefolkat, med 207 invånare per kvadratkilometer. Närmaste större samhälle är Māndu, 19,6 km nordväst om Dhāmnod. Trakten runt Dhāmnod består till största delen av jordbruksmark.